# Saïmon Bouabré
Saïmon Nadélia Bouabré (* 1. Juni 2006 in Saint-Étienne) ist ein französisch-ivorischer Fußballspieler, der aktuell bei der AS Monaco in der Ligue 1 spielt.

## Karriere

### Verein
Bouabré begann seine fußballerische Ausbildung im Juli 2013 bei der AS Saint-Étienne. Im Januar 2017 verließ er den Verein seiner Geburtsstadt und wechselte zum Andrézieux-Bouthéon FC. Nach anderthalb Jahren wechselte er zum SC Air Bel, wo er drei Jahre lang gespielt hatte, ehe er zur AS Monaco zu den B-Junioren wechselte. In der Saison 2021/22 spielte er 23 Mal in der Championnat National U17, wobei er fünf Tore schoss. In der Spielzeit darauf schoss er drei Tore in 19 A-Jugend-Spielen. Zudem spielte er sechsmal in der Coupe Gambardella, wobei er vier Tore schoss und am Ende mit seinem Team den Titel gewann. Im Anschluss unterschrieb er Ende Juni 2023 seinen ersten Profivertrag bei den Monegassen bis 2026. Nach weiteren U19- und U21-Einsätzen bestritt Bouabré am letzten Spieltag der Saison 2023/24 sein erstes Profispiel in der Ligue 1, als er in der Halbzeitpause eingewechselt wurde. Mit diesem einen Einsatz wurde er mit der ersten Mannschaft Vizemeister.

### Nationalmannschaft
Bouabré spielte bereits einige Partien für französische Juniorenauswahlen. Mit dem U17-Team seines Geburtslandes nahm er an der U17-EM und U17-WM 2023 teil. In den beiden Wettbewerben spielte er zusammen elfmal, wobei er einmal traf und jeweils im Finale im Elfmeterschießen Deutschland unterlag. Bei der Europameisterschaft stand er am Ende im Team des Turniers. Anschließend wurde er von den U18-Junioren berufen.

## Erfolge
Jugend
- Sieger der Coupe Gambardella: 2023

Verein
- Französischer Vizemeister: 2024

Nationalmannschaft
- Finalist der U17-Europameisterschaft: 2023
- Finalist der U17-Weltmeisterschaft: 2023